# Naviglio della Melotta

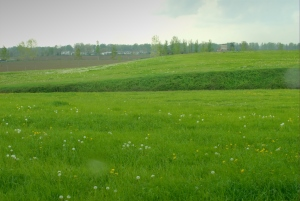

Le Naviglio della Melotta (ou Naviglio Nuovo) est un canal artificiel de la Lombardie dont environ 20 kilomètres de son cours se situe en province de Bergame, le reste en province de Crémone dans la Plaine du Pô au nord de l'Italie.

## Histoire
Le Naviglio della Melotta fut creusé en 1442 sur demande de Francesco Sforza (qui avait reçu en dote de son épouse Blanche Marie Visconti tout le territoire crémonais) dans le but d’augmenter la capacité du Naviglio Civico de la Cité de Crémone pour le transport fluvial. La nouvelle voie d’eau, une fois terminée pris le nom de Naviglio Nuovo (alors que le bras déjà existant du Naviglio di Cremona avait le nom de Naviglio Vecchio, ou Naviglio di Casaletto du nom d’une localité traversée).

## hydrographie
Le Naviglio della Melotta se sépare du Naviglio Civico de Crémone au sud de la commune de Fontanella, dans la basse province de Bergame. Après environ 5 km, il entre dans le territoire de Crema, où il traverse la localité de Melotta (hameau de Casaletto di Sopra qui donne le nom au cours d’eau).
En aval de Melotta le canal entre dans une gorge, le Pianalto di Romanengo, un relief en forme de plateau  (entre 10 et 15 mètres au-dessus du niveau de la plaine) que les géologue ont identifié comme un reste de l’antique Plaine du Pô formée à l’époque du Pléistocène avant la dernière glaciation.
Cette partie du cours du Naviglio, à partir de 1980, constitue une aire protégée de la région Lombarde pour ses caractéristiques ambiantales (Réserve naturelle du Naviglio Melotta).
Passé ce relief, le cours se dirige vers le sud-est, convergent vers la bras principal du Naviglio Civico di Cremona, dans lequel il conflue près de la localité de Albera (hameau de la commune de Salvirola).

## Sources
- (it) Cet article est partiellement ou en totalité issu de l’article de Wikipédia en italien intitulé « Naviglio della Melotta » (voir la liste des auteurs).